# Carne blanca

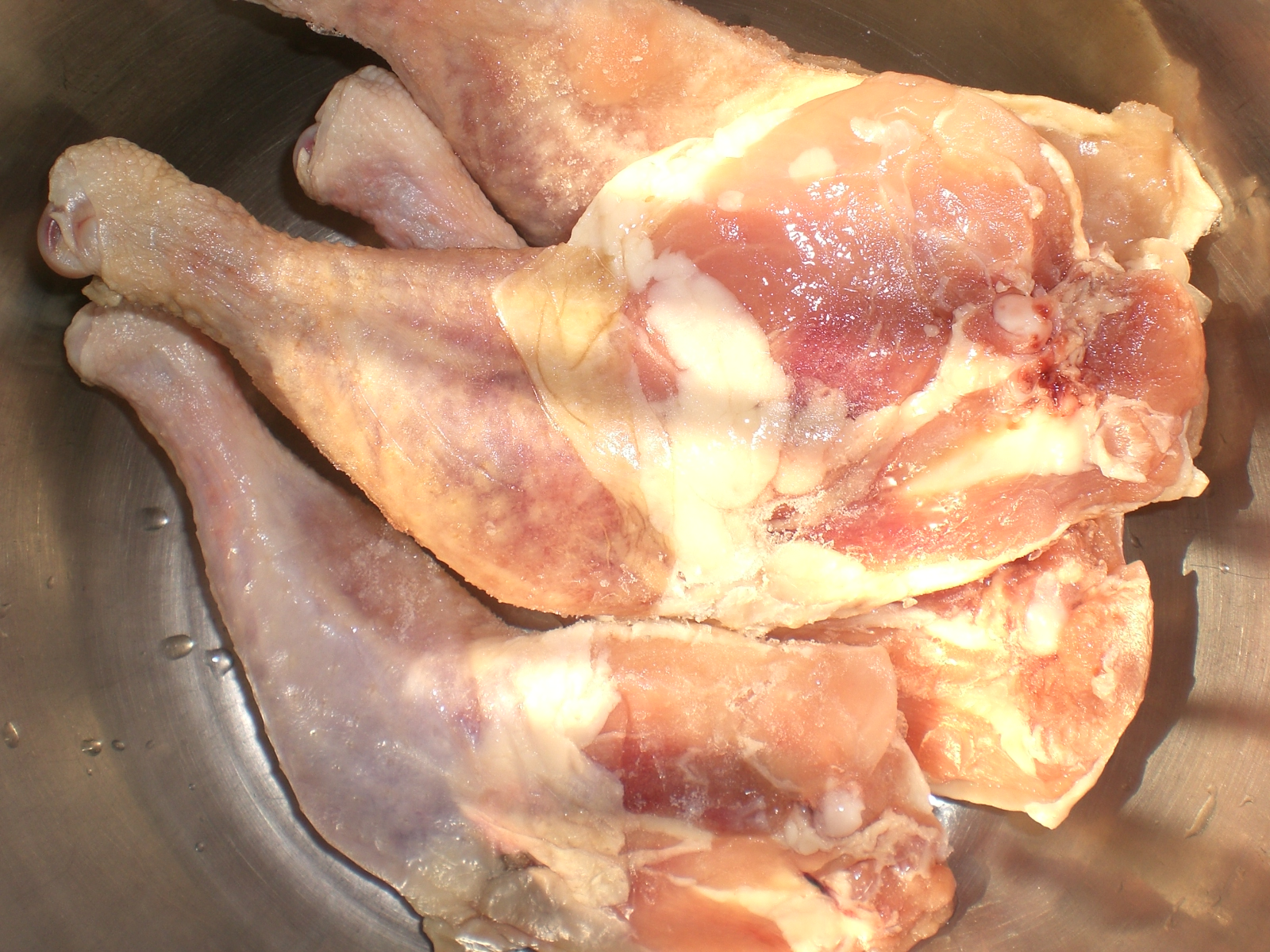
La carne de pollo es la más consumida de entre las carnes blancas.

La carne blanca es aquella que, en contraposición a la carne roja, presenta una coloración menos rojiza. Desde el punto de vista de nutrición se considera carne blanca toda aquella que no procede de mamíferos.[cita requerida]

## Clasificación
La clasificación puede variar según el tiempo, el lugar o la cultura[cita requerida], pero generalmente se considera que la carne blanca es la carne de las aves. Entre las aves más comunes que proporcionan carne blanca se encuentra el pollo, el pavo, y la gallina, con algunas excepciones como la carne de avestruz. Así, la carne de la mayoría de los mamíferos, así como la ya mencionada de avestruz, son consideradas tradicionalmente como carnes rojas. Las carnes rojas no deben ser consumidas a diario porque aumentan el riesgo de cáncer colorrectal y posiblemente cáncer pancreático y de próstata.
Los productores de carne están interesados en que sus carnes sean clasificadas como blancas, hasta el punto de que la National Pork Board de Estados Unidos llevó a cabo en 1987 una campaña de publicidad para convencer al público de que la carne de porcino era "la otra carne blanca" junto a la de aves de corral. La OMS categoriza la carne de cerdo como carne roja. La carne de cerdo es clasificada como carne roja por la Organización Mundial de la Salud y el Departamento de Agricultura de los Estados Unidos por contener significativamente más mioglobina que el pollo o el pescado, a pesar del color más claro al ser cocinada.